# Bakonyszentlászló
Bakonyszentlászló (alemán: Laßldorf) es una villa húngara perteneciente al distrito de Pannonhalma, en el condado de Győr-Moson-Sopron. Tiene una población estimada, a inicios de 2021, de 1663 habitantes.
Recibe su nombre del rey Ladislao I. Se cree que el pueblo tenía ya iglesia desde el siglo XIII, después de la invasión mongola de Europa. No obstante, la localidad original fue destruida por los turcos en 1531, siendo reconstruida en siglos posteriores por colonos tanto magiares como alemanes.
Se ubica en el sur del distrito, junto al límite con el condado de Veszprém.